# Velike Žablje
Velike Žablje – miejscowość w Słowenii w gminie Ajdovščina.